# Den osynliga handen
Den osynliga handen är en metafor för hur egenintresse och frihet i produktion och konsumtion bidrar till samhällets bästa. Begreppet myntades av Adam Smith i Nationernas välstånd, där han identifierade en viktig princip för det fria flödet av kapital. Han menade att investerare, som fritt kunde placera sitt kapital, skulle köpa varor utomlands och sedan skeppa dem tillbaka till England. Adam Smith ansåg att det skulle komma att skada den engelska ekonomin men menade på att engelska investerare vid den punkten skulle känna av, vad han kallade ”home bias”, en slags patriotism som fick dem att investera hemma, istället för utomlands. När detta skedde, hade den engelska ekonomin således räddats av den osynliga handen. Han menade "att en individ som handlar till nytta för sig själv också indirekt handlar till nytta för samhället eller kollektivet." Begreppet var dock inte alls centralt för Smiths studier utan nämns enbart en gång i Nationernas välstånd. Begreppet har dock lyfts upp av de som påstår sig arbeta i hans tradition, dock primärt av parter vilka inte arbetar i Smiths tradition.
Genom att föredra att ge sitt stöd till inhemsk industri framför utländsk industri, eftersträvar han bara sin egen säkerhet; och genom att driva denna industri på så vis att dess produkter får största värde, eftersträvar han bara sin egen vinning, och han leds, som i så många andra fall, av en "osynlig hand" att gynna ett mål som inte varit någon del av hans syfte. Inte heller är det alltid till samhällets nackdel att detta inte varit någon del av hans syfte. Genom egennyttan gynnar han ofta samhället mer än när han verkligen eftersträvar detta. Jag känner inte till att särskilt mycket gott någonsin åstadkommits av personer som driver handel till samhällets gagn. (ur Nationernas välstånd)
Smith framhöll att det är bagarens egennytta vi har att tacka för att vi har bröd på bordet, inte hans människokärlek. Självintresse, konkurrens, utbud och efterfrågan i samverkan hjälper till att reglera marknaden.